# أم العلقاء (السليل)
أم العلقاء، هي قرية من فئة (أ) تقع في محافظة السليل، والتابعة لمنطقة الرياض في السعودية. وتبعد أم العلقاء عن محافظة السليل بمسافة تقارب () كم.